# Дизнијев свет боја
Дизнијев свет боја (енгл. World of Color) је нова ноћна представа премијерно приказана 11. јуна  2010. године у Диснијевом авантуристучком парку,  у Анахајму , Калифорнија . Представу коју је осмислио Дизнијев креативни тим (Walt Disney Creative Entertainment) има скоро 1.200 водених фонтане са скоро 1.200 ЛЕД сијалица, укључујући и различите врсте ласера и пламених лансера сличних онима који се користе у емисијама као што су Fantasmic! у Дизниленду и Дизнијевим холивудским студијима у Волт Диунијевом свету у Лејк Буена Виста (Флорида) . 
Поред тога, ова представа садржи и пројекције на тему воде у Дизнијевим филмовима, праћене музиком која се мења у више делова представе. Са изузетком за Нову Годину догађај је имао деби у Дизијевој ЛуминАрији  2001. године . Музику за представу компоновали су Марк Хамонд и Дејв Хамилтон.

## Изградња и развој
Представа је првобитно најављена као део плана проширења за Дизнијев калифорнијски парк авантура (Disney California Adventure Park) 2007. године. Тестирање је први пут спроведено 2007. године, када је баржа која је пловила кроз лагуну Парадајз Пајр коришћена за тестирање ефеката и идеја Дизнијевог тима за имагинације како би се креирала представа. Поједини елементи и слике из ове фазе касније су коришћене за промоцију ове предстве.  
Изградња подводног објекта почела је 3. новембра 2008. године када је вода из лагуне почела да отиче.  Платформа је почела да се гради 5. јануара 2009. година. Након нешто мање од годину дана (25. новембра 2009. године), вода је поново потекла, и тада су почела испитивања система (током и након радног времена парка). Ова испитивања су многи посетиоци снимали по секвенцама које су се касније појавиле на интернету. 
Дана 20. априла 2010.  и 8. јуна 2010. године  предпремијерно је приказана предства али са неким детаљима у музици и у приказу који је су били мало другачијим од оних током тестова и оних на премијерне представе која је била заказана за 11. јун исте године.

## Елементи представе
Представа користи скоро 1.200 фонтана  чије млазице могу да избацују воду у висину до 200 стопа (61 м). Свака фонтана је опремљена ЛЕД прстеном. Остале водене карактеристике укључују 380 стопа (120 м) дугачак екран од магле на коме се пројектују слике. Изопар инструменти су способни да испаљују пламен до 50 стопа (15 м) у ваздух. У току предтсве користе се такође ефекти магле и ласера.  
Пројекционе куполе које излазе из воде на телескопским јарболима садрже светлосне ефекте и видео снимке који се пројектују на унутрашњој површину купола, а ласерске и видео пројекције се праве на слици сунца иза вертикалне петље Инкредикоастера (челичног ролеркостер модела лупинг железнице).  65 инча високог телескопског јарбол  који је постављен у лагуни да би се створио Чернабог из Фантазије, али торањ никада није коришћен у представи и на крају је уклоњен. ЛЕД светла на Микијевом точку, као и ЛЕД светла инсталирана на Инкредикоастера, синхронизовани су са појединим елементима представе.
Осветљено дрвеће се уздиже из кутија које се граниче са Пиксаровим пристаништем и заливом и укључује звучнике, машине за мехуриће, инфрацрвене предајнике и прегршт снажних расветних тела.  
Са обе стране залива налази се додатно светло дрво са пет синхролајт уређаја. Подручје за гледање, познато као амфитеатар Рајска лагуна, налази се дуж северне обале Рајског залива и може да прими до 4.000 гледалаца у пуном капацитету. 
Скривене фонтане које се налазе у цветним лејама у зони за гледање су саставни део представе.
Када се програмирао Дизнијев свет боја, додат је велики оквир у облику  Микијеве главе на Микијевом  точку забаве да би емисији добила другу површину за пројекцију. Фонтане на цветним лејама у видиковцу замењене су димњацима и додатни стрелци су постављени на ивици видиковца на води. Сваки стрелац има свој ЛЕД светлосни прстен, сличан фонтанама.
Од концепције предтсве, све верзије су представљале снимке из библиотеке Волт Дизни студиоз  укључујући и филмове и других студија Walt Disney Animation Studios, Pixar Animation Studios, Walt Disney Pictures, Marvel Studios, and Lucasfilm.